# Desmognathus monticola
Desmognathus monticola é um anfíbio caudado da família Plethodontidae.
É endémica dos Estados Unidos da América.